# Lesques
Lesques (en grec antic: Λέσχης, llatí: Lesches) fou un poeta cíclic de l'antiga Grècia, fill d'Esquilí. Era nascut a Pirra, prop de Mitilene, i per aquest motiu sovint és anomenat Lesques de Pirra. Hom li atribuïa l'autoria de la Petita Ilíada ().
Va florir al segle vii aC i, per tant, la història d'un debat entre ell i el poeta Arctí de Milet, molt més antic, és un anacronisme. La llegenda s'explica perquè els mateixos temes que havia tractat Arctí els va tractar Lesques, almenys fins a cert punt, a la seva obra, la Ilíada Menor o Petita Ilíada. De fet, aquesta obra era atribuïda a diferents autors: al mateix Homer, a Testòrides de Focea, a Cinetó de Lacedemònia i a Diodor d'Èritres. L'obra constava de quatre llibres, segons Procle, qui en va conservar un resum.
L'obra era una continuació de la Ilíada, i explicava la història que va succeir després de la mort d'Hèctor, el destí d'Àiax, les gestes de Filoctetes, la construcció del Cavall de Troia i la presa i la destrucció de la ciutat. Val a dir que aquesta part, segons Aristòtil, es tractava també en l'anomenada Iliupersis, o 'captura de Troia'.
El poema no tenia una unitat narrativa, sinó una descripció cronològica, i d'aquí que Aristòtil digués que aquesta obra va proveir material per a vuit tragèdies, metre que la Ilíada i l'Odissea només donaven material per una.